# 斯洛伐克总统列表
斯洛伐克总统是斯洛伐克的国家元首，任期五年，由公民直选产生。以下为斯洛伐克总统列表。

## 1939年－1945年的斯洛伐克总统
- 伊米尔·哈卡（1939年3月16日－1945年5月9日，波希米亞和摩拉維亞保護國）
- 約瑟夫·蒂索（1939年10月26日－1945年4月3日，斯洛伐克國）

## 1993年以后的斯洛伐克总统
斯洛伐克总统是斯洛伐克的国家元首，其权力主要是象征性的。当1993年斯洛伐克从捷克斯洛伐克永久分离后，总理临时代理总统一职，然后国会选出一个任期5年的总统。到了1998年，因国会未能选出总统，所以总理和议长成为代总统。一年后，国会还是不能就总统一职达成协议，所以斯洛伐克修改宪法，由全体选民选出总统，任期5年。其后，总统选举在1999年如期举行。要成为总统，候选人需赢得超过50%的多数选票。如果第一轮没有候选人过半数选票，那么第一轮选票数最多的两位候选人进入第二轮的选举。
政党
  人民黨－民主斯洛伐克運動

  公民谅解党

  争取民主运动

  进步斯洛伐克党
| No. | 总统 | 总统                                        | 上任日期       | 离任日期       | 所属政党                                                        | 时任总理 |
| --- | ---- | ------------------------------------------- | -------------- | -------------- | --------------------------------------------------------------- | --- |
| -   |      | 弗拉迪米尔·梅恰尔 （代理）                  | 1993年1月1日   | 1993年3月2日   | 人民黨－民主斯洛伐克運動                                        | 弗拉迪米尔·梅恰尔（1993年） |
| 1   |      | 米哈尔·科瓦奇                               | 1993年3月2日   | 1998年3月2日   | 人民黨－民主斯洛伐克運動                                        | 弗拉迪米尔·梅恰尔（1993年－1994年） 约瑟夫·莫拉夫奇克（1994年－1994年） 弗拉迪米尔·梅恰尔（1994年－1998年）                                                   |
| -   |      | 弗拉迪米尔·梅恰尔 伊万·加什帕罗维奇（代理） | 1998年3月2日   | 1998年10月30日 | 人民黨－民主斯洛伐克運動                                        | 弗拉迪米尔·梅恰尔（1998年） |
| -   |      | 米库拉什·祖林达和 约瑟夫·米卡什（代理）     | 1998年10月30日 | 1999年6月15日  | 祖林达属于斯洛伐克民主和基督教联盟 米卡什属于斯洛伐克民主左翼党 | 米库拉什·祖林达（1998年－1999年） |
| 2   |      | 鲁道夫·舒斯特                               | 1999年6月15日  | 2004年6月15日  | 公民谅解党                                                      | 米库拉什·祖林达（1999年－2004年） |
| 3   |      | 伊万·加什帕罗维奇                           | 2004年6月15日  | 2014年6月15日  | 争取民主运动                                                    | 米库拉什·祖林达（2004年－2006年） 罗贝尔特·菲佐（2006年－2010年） 伊薇塔·拉迪乔娃（2010年－2012年）                                                           |
| 4   |      | 安德雷·基斯卡                               | 2014年6月15日  | 2019年6月15日  | 無黨籍                                                          | 罗贝尔特·菲佐（2012年－2018年） 彼得·佩列格里尼（2018年－2020年）                                                                                             |
| 5   |      | 苏珊娜·恰普托娃                             | 2019年6月15日  | 2024年6月15日  | 进步斯洛伐克党                                                  | 彼得·佩列格里尼（2018年－2020年） 伊戈尔·马托维奇（2020年－2021年） 愛德華·黑格爾（2021年－2023年） 卢多维特·奥多尔（2023年） 罗贝尔特·菲佐（2023年－2024年） |